# Marikki Hakola
Marikki Hakola, född 23 augusti 1960 i Storkyro, är en finländsk mediekonstnär och regissör.
Hakola utexaminerades från Finlands konstakademis skola (målarlinjen) 1984 och blev en av pionjärerna inom videokonsten i Finland. Som videokonstnär är hon dock mer eller mindre självlärd. Sina studier fortsatte hon vid Konstindustriella högskolan, där hon disputerade för doktorsgraden. Hon har gjort sig känd genom videoarbeten och installationer, multimedieperformancer och tv-produktion. Hennes videoarbeten, som fått internationellt erkännande, har kännetecknats av fantasifullhet och poetiskt, ofta ställningstagande, innehåll. Hennes stora tema har varit människans psyke i datasamhället och i världen med många konfliktartade aspekter.
Till Hakolas tidigaste verk hör Earth Contacts (1982), videocollaget PRE, som uppfördes 1984 i Vanhan Galleria i Helsingfors, och Cricket (1988). Hon deltog 1987 i projektet Piipää, ett stort upplagt tvärkonstnärligt arbete. Hon väckte 1989 uppmärksamhet genom att segra i den första inhemska videofestivalen i Kuopio med verket Gyrus. Vid Panoramavideofestivalen i Århus 1991 segrade hon med verket Stilleben-Milena's Journey (1989), till vilket Kaija Saariaho komponerat musiken. Med samma verk hade hon även vunnit pris 1990 vid Videonnalen i Bonn. År 1992 framträdde hon med videoinstallationen Milena-Distanz i Ateneum. Hon har hyst ett speciellt intresse för producentens och åskådarens förändrade roller, bland annat i projektet Figure 2000. Hon har verkat som timlärare vid Bildkonstakademin 1985–1993 och varit med om att grunda konstnärssammanslutningen Muu 1987.